# 국제년
국제년(國際年, 영어: International Years)은 국제 연합 총회에서 채택 및 결의하는 것으로, 특정 사항에 대해 중점적 문제 해결을 유엔을 비롯한 전 세계의 단체 및 개인에게 호소하기 위한 특정 년도이다.

## 목록
| 연도            | 한국어 명칭                                                       | 영어 명칭 |
| --------------- | ----------------------------------------------------------------- | --- |
| 1957년 ~ 1958년 | 국제 지구 관측년                                                  | International Geophysical Year                                                                               |
| 1959년 ~ 1960년 | 세계 난민의 해                                                    | World Refugee Year                                                                                           |
| 1960년          | 세계 정신건강의 해                                                | World Mental Helth Year                                                                                      |
| 1961년          | 국제 보건 의료 연구의 해                                          | International Helth and Medical Research Year                                                                |
| 1961년          | 세계 종자의 해                                                    | World Seed Year                                                                                              |
| 1964년 ~ 1965년 | 태양 극소기 국제 관측의 해                                        | International Year of the Quiet Sun                                                                          |
| 1965년          | 국제 협력의 해                                                    | International Co-operation Year                                                                              |
| 1967년          | 국제 관광자의 해                                                  | International Tourist Year                                                                                   |
| 1968년          | 국제 인권의 해                                                    | International Year for Human Rights                                                                          |
| 1970년          | 국제 교육의 해                                                    | International Education Year                                                                                 |
| 1971년          | 국제 인종 차별 퇴치의 해                                          | International Year of Action to Combat Racism and Racial Discrimination                                      |
| 1972년          | 국제 책의 해                                                      | International Book Year                                                                                      |
| 1974년          | 세계 인구의 해                                                    | World Population Year                                                                                        |
| 1975년          | 국제 여성의 해                                                    | International Women's Year                                                                                   |
| 1978년 ~ 1979년 | 국제 반아파르트헤이트의 해                                        | International Anti-Apartheid Year                                                                            |
| 1979년          | 국제 아동의 해                                                    | International Year of the Child                                                                              |
| 1981년          | 국제 장애인의 해                                                  | International Year of Disabled Persons                                                                       |
| 1982년          | 국제 남아프리카 제재의 해                                         | International Year of Mobilization for Sanctions against South Africa                                        |
| 1983년          | 세계 커뮤니케이션의 해                                            | World Communications Year                                                                                    |
| 1985년          | 유엔의 해                                                         | Year of the United Nations                                                                                   |
| 1985년          | 국제 청년의 해                                                    | International Youth Year                                                                                     |
| 1985년          | 국제 산림의 해                                                    | International Year of the Forest                                                                             |
| 1986년          | 국제 평화의 해                                                    | International Year of Peace                                                                                  |
| 1987년          | 노숙자를 위한 주거지의 해                                         | International Year of Shelter for the Homeless                                                               |
| 1990년          | 세계 문해의 해                                                    | International Literacy Year                                                                                  |
| 1992년          | 국제 우주의 해                                                    | International Space Year                                                                                     |
| 1993년          | 세계 원주민의 해                                                  | International Year of World's Indigenous Peoples                                                             |
| 1994년          | 국제 가족의 해                                                    | International Year of the Family                                                                             |
| 1994년          | 국제 스포츠 및 올림픽 정신의 해                                   | International Year of Sport and the Olympic Ideal                                                            |
| 1995년          | 유엔 관용의 해                                                    | United Nations Year for Tolerance                                                                            |
| 1995년          | 제2차 세계 대전 희생자 애도의 해                                  | World Year of Peoples Commemoration of the Victims of the Second World War                                   |
| 1996년          | 국제 빈곤 퇴치의 해                                               | International Year for the Eradication of Poverty                                                            |
| 1998년          | 국제 해양의 해                                                    | International Year of the Ocean                                                                              |
| 1999년          | 국제 노인의 해                                                    | International Year of Older Persons                                                                          |
| 1999년          | 제1회 국제 평화 회의 100주년                                      | Centennial of the First International Peace Conference                                                       |
| 2000년          | 국제 평화의 문화를 위한 해                                        | International Year for the Culture of Peace                                                                  |
| 2000년          | 국제 감사의 해                                                    | International Year of Thanksgiving                                                                           |
| 2001년          | 국제 자원봉사자의 해                                              | International Year of Volunteers                                                                             |
| 2001년          | 유엔 문명 간 대화의 해                                            | United Nations Year of Dialogue among Civilizations                                                          |
| 2001년          | 국제 인종주의, 인종차별, 외국인 혐오, 불관용을 반대하는 동원의 해 | International Year of Mobilization against Racism, Racial Discrimination, Xenophobia and Related Intolerance |
| 2002년          | 국제 산의 해                                                      | International Year of Mountains                                                                              |
| 2002년          | 유엔 문화유산의 해                                                | United Nations Year for Cultural Heritage                                                                    |
| 2002년          | 국제 에코투어리즘의 해                                            | International Year of Ecotourism                                                                             |
| 2003년          | 키르기스스탄의 해                                                 | Year of Kyrgyz Statehood                                                                                     |
| 2003년          | 국제 담수의 해                                                    | International Year of Freshwater                                                                             |
| 2004년          | 국제 쌀의 해                                                      | International Year of Rice                                                                                   |
| 2004년          | 국제 노예제와의 투쟁과 폐지를 기념하는 해                         | International Year to Commemorate the Struggle against Slavery and its Abolition                             |
| 2005년          | 국제 마이크로크레딧의 해                                          | International Year of Microcredit                                                                            |
| 2005년          | 국제 스포츠 및 체육의 해                                          | International Year for Sport and Physical Education                                                          |
| 2005년          | 세계 물리의 해                                                    | World Year of Physics                                                                                        |
| 2006년          | 국제 사막과 사막화의 해                                           | International Year of Deserts and Desertification                                                            |
| 2007년 ~ 2008년 | 국제 극지의 해                                                    | International Polar Year                                                                                     |
| 2008년          | 국제 지구의 해                                                    | International Year of Planet Earth                                                                           |
| 2008년          | 국제 감자의 해                                                    | International Year of the Potato                                                                             |
| 2008년          | 국제 언어의 해                                                    | International Year of Languages                                                                              |
| 2008년          | 국제 위생의 해                                                    | International Year of Sanitation                                                                             |
| 2009년          | 국제 천문학의 해                                                  | International Year of Astronomy                                                                              |
| 2009년          | 국제 화해의 해                                                    | International Year of Reconciliation                                                                         |
| 2009년          | 국제 천연 섬유의 해                                               | International Year of Natural Fibres                                                                         |
| 2009년          | 국제 인권 학습의 해                                               | International Year of Human Rights Learning                                                                  |
| 2009년          | 고릴라의 해                                                       | Year of the Gorilla                                                                                          |
| 2009년          | 국제 상어의 해                                                    | International Year of the Shark                                                                              |
| 2010년          | 국제 생물다양성의 해                                              | International Year of Biodiversity                                                                           |
| 2010년          | 국제 문화 간 화해의 해                                            | International Year of the Rapprochement of Cultures                                                          |
| 2010년          | 국제 선원의 해                                                    | International Year of the Seafarer                                                                           |
| 2010년 ~ 2011년 | 국제 청년의 해                                                    | International Year of Youth                                                                                  |
| 2011년          | 국제 산림의 해                                                    | International Year of Forests                                                                                |
| 2011년          | 국제 화학의 해                                                    | International Year of Chemistry                                                                              |
| 2011년          | 국제 아프리카계 사람의 해                                         | International Year for People of African Descent                                                             |
| 2011년          | 국제 수의학의 해                                                  | World Veterinary Year                                                                                        |
| 2012년          | 국제 협동조합의 해                                                | International Year of Cooperative                                                                            |
| 2012년          | 국제 모든 사람을 위한 지속 가능한 에너지의 해                     | International Year of Sustainable Energy for All                                                             |
| 2013년          | 국제 물 협력의 해                                                 | International Year of Water Cooperation                                                                      |
| 2013년          | 국제 퀴노아의 해                                                  | International Year of Quinoa                                                                                 |
| 2014년          | 국제 결정학의 해                                                  | International Year of Crystallography                                                                        |
| 2014년          | 국제 가족 농업의 해                                               | International Year of Family Farming                                                                         |
| 2014년          | 국제 팔레스타인 사람 연대의 해                                    | International Year of Solidarity with the Palestinian People                                                 |
| 2014년          | 국제 군소 도서 개발 도상국의 해                                   | International Year of Small Island Developing States                                                         |
| 2015년          | 국제 토양의 해                                                    | International Year of Soils                                                                                  |
| 2015년          | 국제 광학 기술의 해                                               | International Year of Light and Light-based Technologies                                                     |
| 2016년          | 국제 콩의 해                                                      | International Year of Pulses                                                                                 |
| 2017년          | 국제 지속 가능한 관광의 해                                        | International Year of Sustainable Tourism for Development                                                    |

## 같이 보기
- 국제 기념일 (International Days)
- 국제 기념주 (국제주, International Weeks)  유엔 웹사이트 'International Weeks'
- 국제 십년 (International Decades)  유엔 웹사이트 'International Decades'
- 유엔의 날